# Ray Sharkey
Raymond „Ray” Sharkey, Jr. (ur. 14 listopada 1952 w Brooklynie, zm. 11 czerwca 1993) – amerykański aktor teatralny, filmowy i telewizyjny.

## Życiorys

### Wczesne lata
Miał irlandzkie i włoskie pochodzenie. Urodził się w nowojorskim Brooklynie jako syn Cecelii i Raya Sharkeya, Sr. Jego ojciec był profesjonalnym perkusistą, który porzucił rodzinę, gdy Ray miał pięć lat. Został wychowany przez matkę w dzielnicy Brooklynu - Red Hook. Zainteresował się aktorstwem po obejrzeniu filmu Blake'a Edwardsa Dni wina i róż (1962) z Jackiem Lemmonem. Po roku spędzonym w New York City Community College, studiował w nowojorskim Herbert Berghof Studio.

### Kariera
Występował w różnych produkcjach na scenie Off-Broadwayowskiej. W 1973 roku przeniósł się do Los Angeles. Zadebiutował na ekranie jako student w dramacie Panowie z Flatsbuh (The Lords of Flatbush, 1974) u boku Perry'ego Kinga, Sylvestra Stallone'a i Henry'ego Winklera. Wziął potem udział w ponad czterdziestu filmach i kilkudziesięciu różnych serialach telewizyjnych. Za rolę promotora rocka Vincenta 'Vinniego' Vacarriego w dramacie muzycznym Taylora Hackforda The Idolmaker (1980) zdobył Złotego Globa. W następnym roku był nominowany do innego Złotego Globu za rolę tytułową ojca samotnie wychowującego dwóch synów, który zostaje sparaliżowany w wyniku wypadku samochodowego i walczy o prawo do opieki nad swoimi dziećmi w dramacie telewizyjnym CBS Ciężka próba Billa Carneya (The Ordeal of Bill Carney, 1981). Popularność przyniosła mu rola gangstera Sonny'ego Steelgrave z Atlantic City w serialu CBS Cwaniak (Wiseguy, 1987-90).
Krótko po pojawieniu się w filmie Idolmaker, Sharkey wydawał 400 dolarów dziennie na heroinę. W wyniku zażywania narkotyków jego kariera upadła, a jego praca polegała głównie na wspieraniu ról. Kilkakrotnie przedawkował i przeżył cztery wypadki samochodowe. Próbował kilkakrotnie poddać się zabiegowi rehabilitacyjnemu, ale kilka miesięcy później powrócił do nałogu. W 1987 roku Sharkey spędził dwa miesiące w ośrodku rehabilitacji w Hrabstwie Orange.
Krótko po zakończeniu pracy nad filmem Henry'ego Winklera Półtora gliniarza (Cop and a Half, 1993) z Burtem Reynoldsem, Sharkey podał do publicznej wiadomości, że jest zarażony AIDS w wyniku zażywania narkotyków. Zmarł 11 czerwca 1993 roku w wieku 40. lat.

### Życie prywatne
10 maja 1981 roku poślubił Rebeccę Wood, z którą się rozwiódł w 1986. Spotykał się z Ornellą Muti (1981). 8 października 1988 roku ożenił się z Carole Graham, z którą miał córkę Cecelię Bonnie (ur. 25 marca 1989 w Los Angeles). Jednak w 1992 roku doszło do rozwodu.

## Filmografia

### Filmy fabularne
- 1984: Body Rock jako Terrence
- 1986: Ważniaki (Wise Guys) jako Marco
- 1986: Bez litości (No Mercy) jako Angles Ryan
- 1993: Półtora gliniarza (Cop and a Half) jako Vinnie Fountain

### Seriale TV
- 1974: Kojak jako detektyw Gallagher
- 1975: All in the Family jako człowiek w klinice
- 1977: Ulice San Francisco (The Streets of San Francisco) jako Benny Lester
- 1985: Policjanci z Miami (Miami Vice) jako Bobby Profile
- 1985: McCall (The Equalizer) jako Geoffery Dryden
- 1986-87: Crime Story jako adwokat USA Harry Breitel
- 1987-90: Cwaniak (Wiseguy) jako Sonny Steelgrave
- 1992: Gliniarz i prokurator (Jake and the Fatman) jako Michael "Mickey" Daytona Da Silva